# Nau (álbum)
NAU é o álbum de estreia do grupo de rock brasileiro NAU, lançado em 10 de abril de 1987. Foi gravado e mixado em 24 canais no Estúdio Transamérica de São Paulo, em outubro de 1986, sob a produção de Luiz Carlos Maluly, contando com Roberto Marques, Carlinhos Freitas e José Roberto Guarino como engenheiros de produção. No ano anterior, Maluly havia produzido o estrondoso sucesso Revoluções por Minuto, que marcou a estreia da banda de rock brasileira RPM.
O disco foi gravado em tempo recorde de três semanas. O primeiro single, "Corpo Vadio", foi lançado como compacto simples quase dois meses antes do lançamento do álbum, em 24 de fevereiro e distribuído às principais emissoras de rádio do país. O videoclipe foi gravado no mês de junho e veiculado posteriormente pela MTV Brasil.

## História
Em julho de 1985, a banda gravou uma fita demo que seria tocada na 89FM e na Fluminense FM, de Niterói. Os ensaios eram realizados na casa do baterista Mauro, de segunda a sexta, com quem a vocalista Vange trabalhou no Fix-Pá juntamente com Laura Finocchiaro. Entre outras, o repertório incluía duas músicas que não couberam no álbum: "Machos e Fêmeas" e "Imagens de Outra Guerra", que obteve um videoclipe produzido no palco do Madame Satã, onde o NAU se apresentava, além de clubes como Cais, Rose Bom Bom, Any 44, Teatro Lira Paulistana e Aeroanta. Vange tinha passagem pela banda Os Camarões, do Nando Reis, e no Estéreos Tipos. Quando ingressou no NAU, atuava no grupo teatral XPTO de Osvaldo Gabrieli.
Em 1986 o NAU gravou para a coletânea produzida pelo selo Baratos Afins, de Luiz Calanca, chamada "Não São Paulo", que mais tarde se tornou referência na comunidade do rock independente. O título era uma alusão a "No New York", compilação de 1978 produzida por Brian Eno e conhecida como a principal documentação do movimento No Wave.
A intenção do selo era reunir as bandas pós-punk mais ativas no cenário underground da cidade e promovê-las num único lançamento, mas o atraso na prensagem fez com que saísse em dois volumes. O 2º volume com o NAU somente aparece em 1987, quando o álbum de estreia já havia sido lançado, e trazendo as faixas "Madame Oráculo" e "Sofro", ambas de autoria da Vange, sendo a última uma versão musicada do poema "Sofro, Lídia, do Medo do Destino" de Ricardo Reis (um dos quatro heterônimos mais conhecidos de Fernando Pessoa).
O baterista Mauro "Tad" Sanchez foi afastado com sintomas de hepatite e substituído às pressas pelo baterista Dany Roland, do Metrô, que intermediou o contato do NAU com o produtor Luiz Carlos Maluly, resultando num contrato de três anos com a gravadora CBS. Em depoimento, Zique afirma que Maluly "foi o cara certo, na hora certa."

## Produção
O álbum NAU contou com as participações especiais de João Parahyba, na percussão; Cláudio Faria, no flugelhorn, Cássio Poletto, no violino; Bruno Cardoso, no órgão "anos 60" além de Dino Vicente, no sintetizador. Também está presente Rosália Munhoz, de As Mercenárias, que colaborou na letra de "Novos Pesadelos" em parceria com os integrantes.
As primeiras composições datadas são de Zique ("Cálculos Astronômicos", "O Que Eu Quero é Você" e "Balada"). Vange colaborou com uma composição autoral ("Bom Sonho"), enquanto "Linha Esticada" marca a estreia de Cilmara Bedaque como letrista da banda e, futuramente, da carreira solo de Vange, com quem esteve casada até o fim da vida.
A confecção da capa foi idealizada por Beto Birger, baixista da banda, e traz um mapa cartográfico que simboliza o descobrimento da América.

## Lançamento
A partir da série de shows que tomou início em maio de 1987, a banda adquiriu notoriedade no eixo Rio-São Paulo, aportando no Museu de Arte de São Paulo para a primeira apresentação de lançamento antes de seguir rumo ao Rio de Janeiro, em 29 de junho, contando com apresentações no Teatro Carlos Gomes de 02 a 05 de julho.

## Repercussão
Embora considerado como um trabalho solenemente ignorado pelas rádios, o álbum obteve boa aceitação de público em decorrência do sucesso crescente proporcionado pelos shows e foi aclamado pela crítica especializada, que o avaliou positivamente a ponto de chamar a atenção dos cantores Cazuza e Marina Lima que, em 08 de fevereiro de 1988, após ser indagada sobre a escolha de melhor cantora brasileira de 1987 devido ao sucesso de seu disco Virgem, revela ao Jornal do Brasil que ficaria com Vange Leonel.

## Músicas
| N.º            | Título                  | Compositor(es)                                   | Duração |  |
| 1.             | "Bom Sonho"             | Vange Leonel                                     | 2:11    |  |
| 2.             | "Cálculos Astronômicos" | Zique                                            | 3:15    |  |
| 3.             | "Linha Esticada"        | Laura Finocchiaro, Cilmara Bedaque               | 3:03    |  |
| 4.             | "O Que Eu Quero é Você" | Zique                                            | 2:27    |  |
| 5.             | "Balada"                | Zique                                            | 4:15    |  |
| 6.             | "Diva"                  | Zique, Beto Birger, Vange Leonel                 | 2:54    |  |
| 7.             | "Corpo Vadio"           | Vange Leonel, Zique                              | 4:08    |  |
| 8.             | "Barcas"                | Zique, Beto Birger, Vange Leonel                 | 3:08    |  |
| 9.             | "As Ruas"               | Zique, Vange Leonel                              | 3:45    |  |
| 10.            | "Novos Pesadelos"       | Zique, Mauro, Beto, Vange Leonel, Rosália Munhoz | 3:46    |  |
| 11.            | "Nada"                  | Beto Birger, Zique, Mauro Sanchez, Vange Leonel  | 3:20    |  |
| Duração total: | Duração total:          | Duração total:                                   | 36:12   |  |

| Bônus          |                           |                                                 |         |  |
| N.º            | Título                    | Compositor(es)                                  | Duração |  |
| 12.            | "Imagens de Outra Guerra" | Vange Leonel, Zique, Beto Birger, Mauro Sanchez | 3:01    |  |
| 13.            | "Machos e Fêmeas"         | Vange Leonel, Zique, Beto Birger, Mauro Sanchez | 3:26    |  |
| Duração total: | Duração total:            | Duração total:                                  | 6:27    |  |

## Integrantes
- Vange Leonel - vocais, guitarra rítmica (faixas 1, 3, 6, 7, 8 e 9)
- Mauro "Tad" Sanchez - bateria
- Zique - guitarra de chumbo
- Alberto "Beto" Birger - baixo
- Luiz Carlos Maluly - produção
- Roberto Marques - mixagem
- Carlinhos Freitas, José Roberto Guarino, Roberto Marques - engenharia
- Duda Oliveira, Rui Mendes - fotografia